# Sielsowiet pogriebski
Sielsowiet pogriebski (ros. Погребской сельсовет) – jednostka administracyjna (osiedle wiejskie) wchodząca w skład rejonu sudżańskiego w оbwodzie kurskim w Rosji.
Centrum administracyjnym sielsowietu jest sieło Pogriebki.

## Geografia
Powierzchnia sielsowietu wynosi 74,24 km².

## Historia
Status i granice sielsowietu zostały określone ustawami z 2004 i z 2010 roku.

## Demografia
W 2017 roku sielsowiet zamieszkiwało 464 mieszkańców.

## Miejscowości
W skład sielsowietu wchodzą miejscowości: Pogriebki, Chitrowka, Gienierałowka, Djakowka, Iwnica, Isakowka, Kamyszewka, Krasnyj Posiołok, Marjewka, Maszkino, Mierzłowka, Nowosiołowka, Orłowka.